# Tàu điện ngầm Incheon tuyến 1
Tàu điện ngầm Incheon tuyến 1 là một tuyến tàu điện ngầm Bắc-Nam dài 29,5 kilômét (18,3 mi), một phần của hệ thống Tàu điện ngầm Incheon. Nó bắt đầu hoạt động vào năm 1999.
Tàu điện ngầm Incheon hoàn toàn ngầm dưới lòng đất ngoại trừ một số đoạn phía Bắc Bakcheon nằm ở trên.
Tuyến này chung với hệ thống Tàu điện ngầm Seoul, như Ga Bupyeong nó có một điểm chuyển giao với Tàu điện ngầm Seoul tuyến 1. Tại ga cuối phía Bắc của Ga Gyeyang, Tuyến 1 còn kết nối với tuyến AREX dẫn từ Sân bay quốc tế Incheon và Ga Seoul; và nó còn nối với Tuyến Suin cho phép khách du lịch đến Tàu điện ngầm Seoul tuyến 4 và thậm chí là Tuyến Bundang.

## Bối cảnh
Chạy thử nghiệm trên tuyến 1 bắt đầu vào tháng 3 năm 1999. Sau 6 năm xây dựng, tuyến mở cửa dịch vụ thông thường vào 6 tháng 10 năm 1999 như hệ thống tàu điện ngầm thứ 4 ở Hàn Quốc sau Seoul, Busan và Daegu. Một chuyến đi từ Gyeyang ở phía Bắc đến Khu Thương mại Quốc tếế ở phía Nam mất khoảng 57 phút.
Vào tháng 10 năm 2012 tuyến còn kết nối với Tuyến 7 của Tàu điện ngầm Seoul, hiện đang được xây dựng. Incheon tuyến 1 sẽ mở rộng một số nhà ga, ở Songdo Landmark City, 0,84 kilômét (0,52 mi) kéo dài đến ga cuối hiện nay, ga Khu Thương mại Quốc tế. Công trình mở rộng bắt đầu từ năm 2013 và hoàn thành vào cuối năm 2018.

## Lịch sử
- 6 tháng 10 năm 1999: Bakcheon - Dongmak
- 7 tháng 12 năm 1999: Gyulhyeon - Bakcheon
- 16 tháng 3 năm 2007: Gyeyang - Gyulhyeon
- 1 tháng 6 năm 2009: Dongmak - Khu Thương mại Quốc tế

## Bản đồ tuyến
|  |  |  |

|  |  |  |

|  |  |  |

|  |  |  |

|  |  |  |

|  |  |  |

|  |  |  |

|  |

|  |

|  |

|  |

|  |

|  |

|  |  |  |

|  |

|  |  |  |  |  |

|  |  |  |  |  |

|  |  |  |  |  |

|  |  |  |  |  |

|  |  |  |  |  |

|  |  |  |  |  |

|  |  |  |

|  |

|  |

|  |

|  |

|  |

|  |  |  |

|  |

|  |

|  |  |  |

|  |

|  |

|  |

|  |

|  |

|  |

|  |

|  |

|  |  |  |

|  |  |  |

|  |  |  |

|  |  |  |

|  |  |  |

|  |  |  |

|  |  |  |

|  |

|  |

|  |

|  |

|  |

|  |

|  |  |  |

|  |

|  |  |  |  |  |

|  |  |  |  |  |

|  |  |  |  |  |

|  |  |  |  |  |

|  |  |  |  |  |

|  |  |  |  |  |

|  |  |  |

|  |

|  |

|  |

|  |

|  |

|  |  |  |

|  |

|  |

|  |  |  |

|  |

|  |

|  |

|  |

|  |

|  |

|  |

|  |

## Ga
| Số ga | Tên ga                             | Tên ga           | Tên ga           | Chuyển tuyến | Khoảng cách | Tổng khoảng cách | Vị trí  | Vị trí      |
| Số ga | Tiếng Anh                          | Hangul           | Hanja            | Chuyển tuyến | Khoảng cách | Tổng khoảng cách | Vị trí  | Vị trí      |
| ----- | ---------------------------------- | ---------------- | ---------------- | ------------ | ----------- | ---------------- | ------- | ----------- |
| I110  | Gyeyang                            | 계양             | 桂陽             | (A06)        | 0.0         | 0.0              | Incheon | Gyeyang-gu  |
| I111  | Gyulhyeon                          | 귤현             | 橘峴             |              | 0.9         | 0.9              | Incheon | Gyeyang-gu  |
| I112  | Bakchon                            | 박촌             | 朴村             |              | 1.5         | 2.4              | Incheon | Gyeyang-gu  |
| I113  | Imhak                              | 임학             | 林鶴             |              | 1.1         | 3.5              | Incheon | Gyeyang-gu  |
| I114  | Gyesan                             | 계산             | 桂山             |              | 1.1         | 4.6              | Incheon | Gyeyang-gu  |
| I115  | Đại học Giáo dục Quốc gia Gyeongin | 경인교대입구     | 京仁敎大入口     |              | 0.9         | 5.5              | Incheon | Gyeyang-gu  |
| I116  | Jakjeon                            | 작전             | 鵲田             |              | 0.9         | 6.4              | Incheon | Gyeyang-gu  |
| I117  | Galsan                             | 갈산             | 葛山             |              | 1.4         | 7.8              | Incheon | Bupyeong-gu |
| I118  | Văn phòng Bupyeong-gu              | 부평구청         | 富平區廳         | (759)        | 1.0         | 8.8              | Incheon | Bupyeong-gu |
| I119  | Chợ Bupyeong                       | 부평시장         | 富平市場         |              | 1.1         | 9.9              | Incheon | Bupyeong-gu |
| I120  | Bupyeong                           | 부평             | 富平             | (152)        | 0.9         | 10.8             | Incheon | Bupyeong-gu |
| I121  | Dongsu                             | 동수             | 東樹             |              | 0.9         | 11.7             | Incheon | Bupyeong-gu |
| I122  | Bupyeongsamgeori                   | 부평삼거리       | 富平三거리       |              | 1.1         | 12.8             | Incheon | Bupyeong-gu |
| I123  | Ganseogogeori                      | 간석오거리       | 間石五거리       |              | 1.2         | 14.0             | Incheon | Namdong-gu  |
| I124  | Tòa thị chính Incheon              | 인천시청         | 仁川市廳         | (I221)       | 1.4         | 15.4             | Incheon | Namdong-gu  |
| I125  | Trung tâm nghệ thuật               | 예술회관         | 藝術會館         |              | 1.0         | 16.4             | Incheon | Namdong-gu  |
| I126  | Bến xe buýt Incheon                | 인천터미널       | 仁川터미널       |              | 0.8         | 17.2             | Incheon | Michuhol-gu |
| I127  | Khu liên hợp thể thao Munhak       | 문학경기장       | 文鶴競技場       |              | 0.8         | 18.0             | Incheon | Yeonsu-gu   |
| I128  | Seonhak                            | 선학             | 仙鶴             |              | 0.8         | 18.8             | Incheon | Yeonsu-gu   |
| I129  | Sinyeonsu                          | 신연수           | 新延壽           |              | 1.1         | 19.9             | Incheon | Yeonsu-gu   |
| I130  | Woninjae                           | 원인재           | 源仁齋           | (K265)       | 0.9         | 20.8             | Incheon | Yeonsu-gu   |
| I131  | Dongchun                           | 동춘             | 東春             |              | 1.1         | 21.9             | Incheon | Yeonsu-gu   |
| I132  | Dongmak                            | 동막             | 東幕             |              | 1.0         | 22.9             | Incheon | Yeonsu-gu   |
| I133  | Làng đại học                       | 캠퍼스타운       |                  |              | 1.6         | 24.5             | Incheon | Yeonsu-gu   |
| I134  | Techno Park                        | 테크노파크       |                  |              | 0.8         | 25.3             | Incheon | Yeonsu-gu   |
| I135  | BIT Zone                           | 지식정보단지     | 知識情報團地     |              | 1.4         | 26.7             | Incheon | Yeonsu-gu   |
| I136  | Đại học Quốc gia Incheon           | 인천대입구       | 仁川大入口       |              | 1.0         | 27.7             | Incheon | Yeonsu-gu   |
| I137  | Central Park                       | 센트럴파크       | 中央公園         |              | 0.9         | 28.6             | Incheon | Yeonsu-gu   |
| I138  | Khu Thương mại Quốc tế             | 국제업무지구     | 國際業務地區     |              | 0.8         | 29.4             | Incheon | Yeonsu-gu   |
| I139  | Công viên lễ hội ánh trăng Songdo  | 송도달빛축제공원 | 松島月光祝祭公園 |              | 0.8         | 30.3             | Incheon | Yeonsu-gu   |

## Liên kết
- Trang chủ tổng công ty vận chuyển nhanh Incheon Lưu trữ ngày 4 tháng 11 năm 2016 tại Wayback Machine (tiếng Anh)
- Tàu điện ngầm Incheon tại UrbanRail.net Lưu trữ ngày 28 tháng 1 năm 2007 tại Wayback Machine